# Kališník žebernatý
Kališník žebernatý neboli kališník kosťovitý či chřapáč žebernatý (Helvella costifera Nannf. 1953) je vzácná vřeckovýtrusá houba, která vyrůstá nejčastěji na živných substrátech vápencového podloží na přelomu jara a léta.

## Synonyma
- Acetabula costifera (Nannf.) Benedix 1965
- Helvella costifera Nannf. 1953
- Paxina costifera (Nannf.) Stangl 1963

české názvy
- chřapáč kosťovitý
- chřapáč rýhonohý
- chřapáč žebernatý
- kališník kosťovitý
- kališník žebernatý

## Vzhled

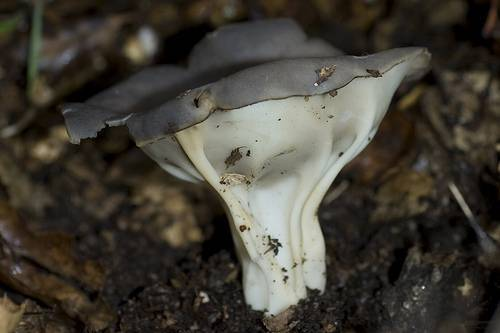
Chřapáč žebernatý

### Makroskopický
Plodnice 20-70 milimetrů široké, pohárovité, se stopkou. Hymenium světle šedé až šedohnědé. Vnější strana strana je v horních partiích zbarvena stejně jako hymenium, níže má krémové až bělavé odstíny. Od krátké bělavé stopky zhruba do poloviny výšky plodnice vybíhají výrazná žebra, která mají zaoblené hrany.

### Mikroskopický
Výtrusy mají elipsovitý tvar, dosahují 15-19 × 10-13 μm.

## Výskyt
Roste na humózních, obvykle vápenitých půdách. Preferuje stinná vlhčí stanoviště. Vyskytuje se v listnatých i jehličnatých lesích, ale také na člověkem ovlivněných stanovištích jako jsou zahrady, parky nebo okraje cest. Fruktifikuje od května do září, nejvíce v období června až července.

## Rozšíření
V rámci chráněných území České republiky byl chřapáč rýhonohý nalezen mimo jiné na následujících lokalitách:
- Český kras[2] (střední Čechy)
- Doupovské hory[3] (západní Čechy)
- Hádecká planinka[2] (okres Brno-venkov)
- Hostivař-Záběhlice[2] (Praha)
- Chuchelský háj[4] (Praha)
- Vyšenské kopce[2] (okres Český Krumlov)
- Žebračka[2] (okres Přerov)

## Záměna
Může být zaměněn za podobné druhy chřapáčů (kališníků), především za běžnější kališník obecný (Helvella acetabulum), který se vyskytuje spíše v květnu, mívá hnědookrové odstíny a méně vystouplá (ale ostřejší) žebra na třeni, která zpravidla nevystupují nad 1/2 výšky kalichu. Na podobných stanovištích s vápenatým podložím se vyskytuje také chřapáč Quéletův (Helvella queleti), který se liší tenkým vyšším třeněm a nepřítomností žeber na kalichu.

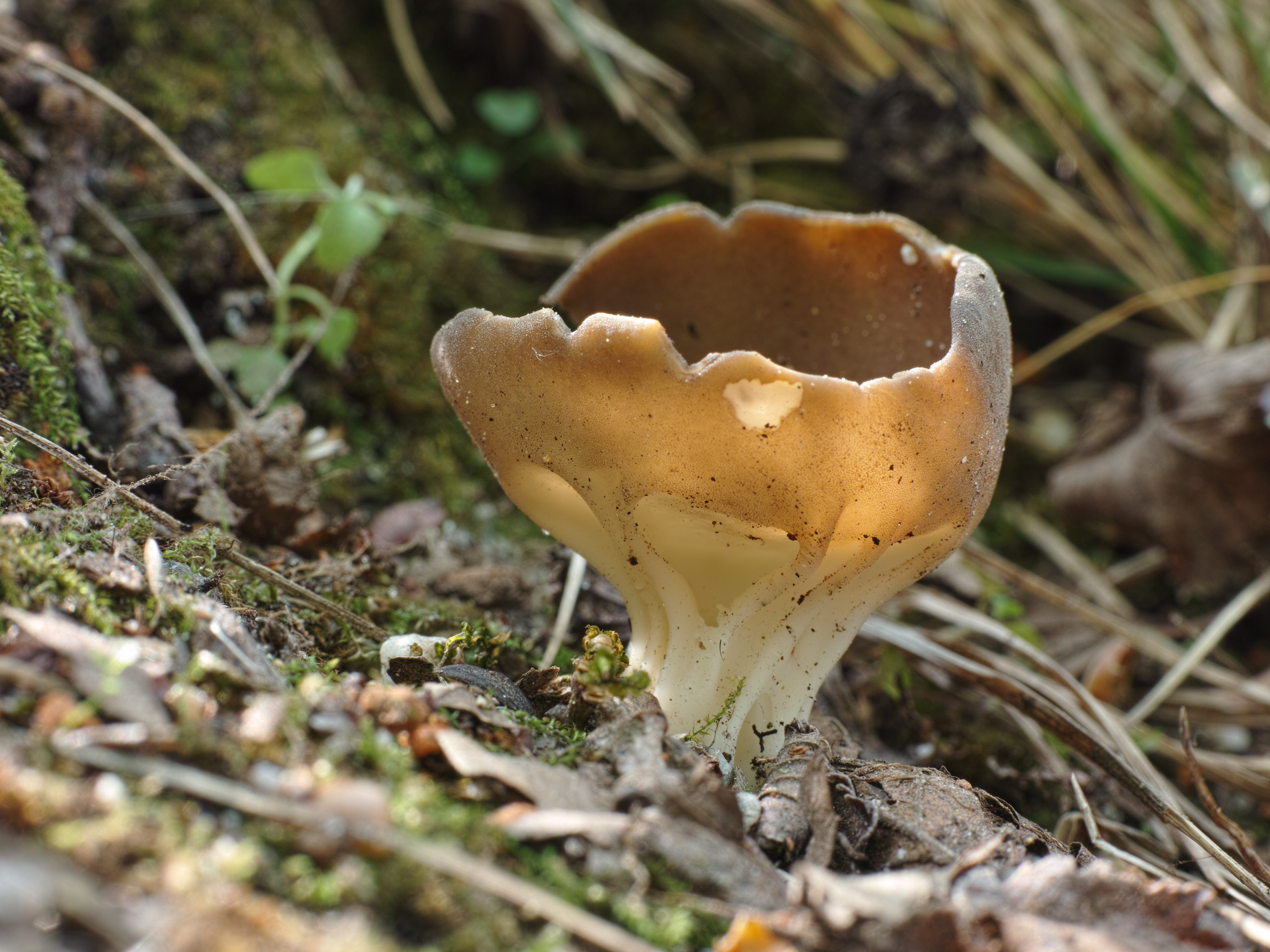
kališník obecný
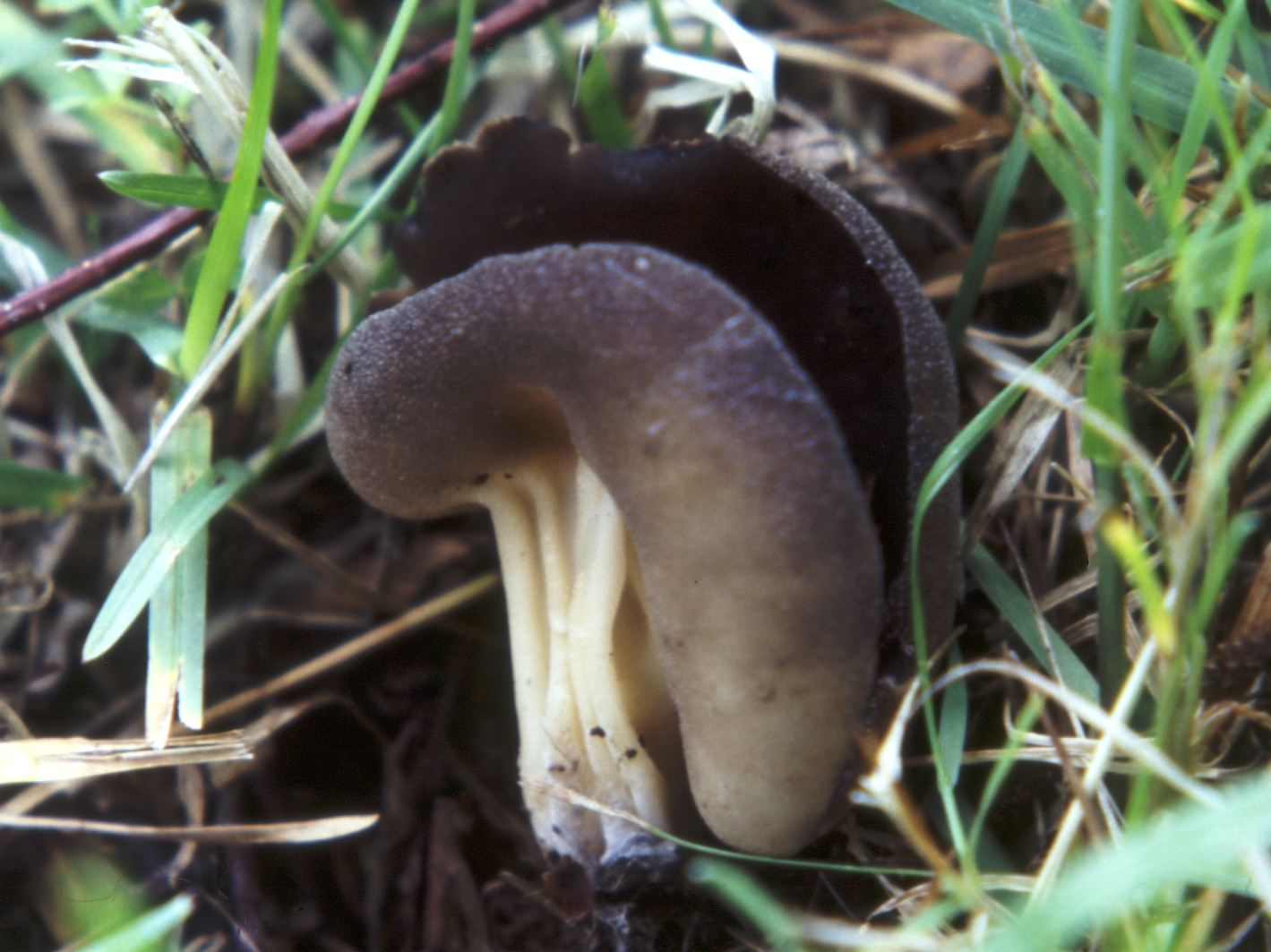
chřapáč Quéletův
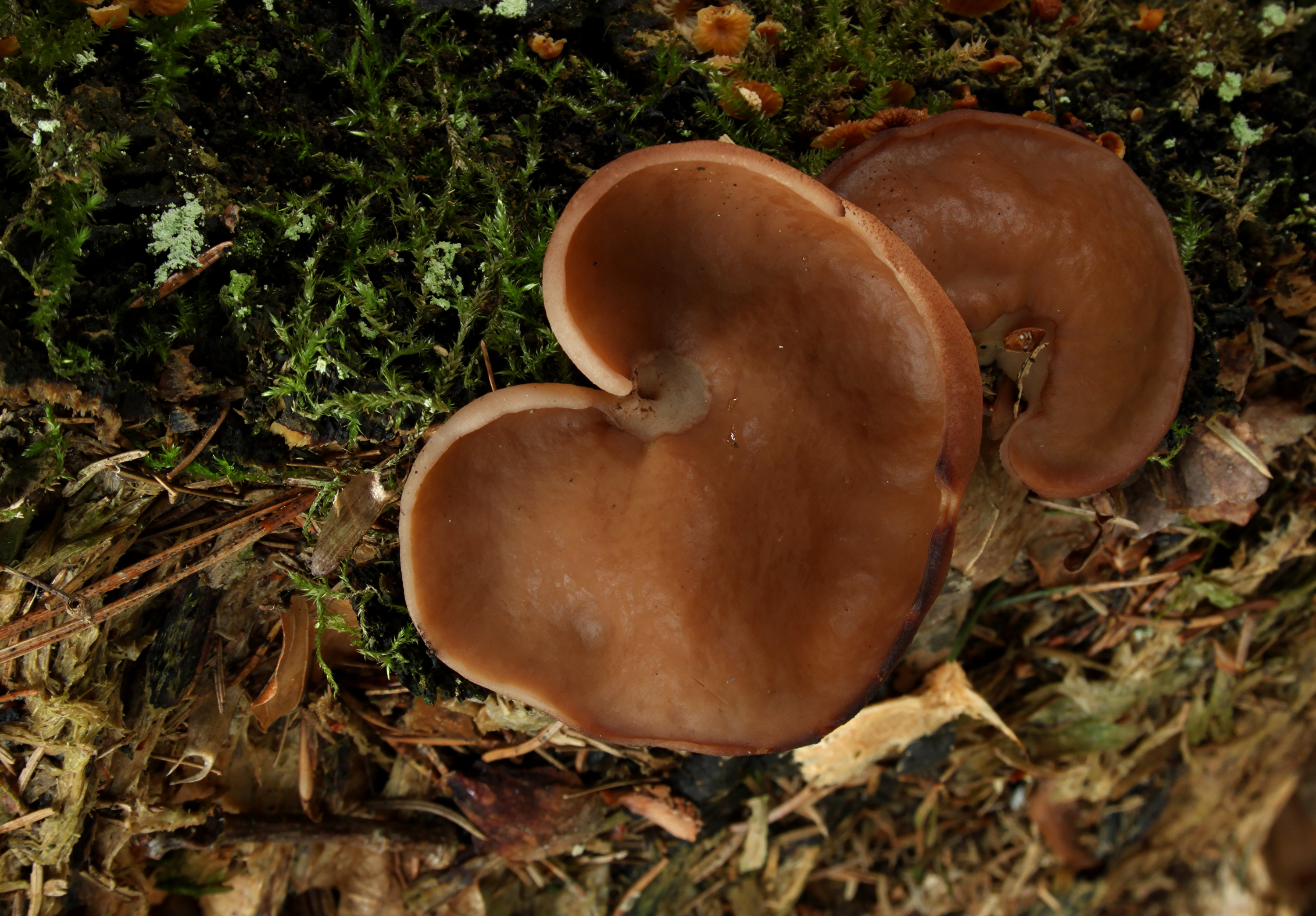
destice chřapáčová

## Ochrana
Chřapáč žebernatý je veden v Červeném seznamu hub České republiky jako kriticky ohrožený druh (CR).